# Eulate
Eulate là một đô thị trong tỉnh và cộng đồng tự trị Navarre, Tây Ban Nha. Đô thị này có dân số là 364 người. Đô thị Eulate có diện tích 10,38 km² nằm ở độ cao m trên 729 mực nước biển, cách tỉnh lỵ 70 km.

## Biến động dân số
| Biến động dân số | Biến động dân số | Biến động dân số | Biến động dân số | Biến động dân số | Biến động dân số | Biến động dân số | Biến động dân số | Biến động dân số | Biến động dân số | Biến động dân số |
| 1996             | 1998             | 1999             | 2000             | 2001             | 2002             | 2003             | 2004             | 2005             | 2006             | 2007             |
| ---------------- | ---------------- | ---------------- | ---------------- | ---------------- | ---------------- | ---------------- | ---------------- | ---------------- | ---------------- | ---------------- |
| 403              | 404              | 381              | 373              | 380              | 371              | 362              | 349              | 349              | 346              | 338              |
| Nguồn:           |                  |                  |                  |                  |                  |                  |                  |                  |                  |                  |